# 右大臣の四の君
右大臣の四の君（うだいじんのしのきみ、うだいじんのよんのきみ）とは、源氏物語に登場する架空の人物。

## 概要
右大臣の四番目の娘であり、弘徽殿大后（桐壺帝の弘徽殿女御）の妹、朧月夜の姉になる。政略結婚で右大臣の政敵である左大臣の嫡男である頭中将と結婚しその正室となった。若い頃は夫と疎遠であったものの、頭中将との間に柏木、紅梅、弘徽殿女御（冷泉帝の弘徽殿女御）らをもうけており、夕顔のところへ通っていた頭中将に嫉妬して脅迫状を送ったため、子（玉鬘）までなしていた夕顔が姿を消す。後年には病に倒れた息子の柏木を夫と共に看病している姿が描かれている。

## 登場する巻
右大臣の四の君は直接には以下の巻で登場し、本文中ではそれぞれ以下のように表記されている
- 第01帖 桐壺 四の君
- 第08帖 花宴 四の君
- 第10帖 賢木 四の君
- 第14帖 澪標 四の君
- 第21帖 少女 北の方
- 第33帖 藤裏葉 北の方
- 第34帖 若菜上 姉北の方
- 第35帖 若菜下 母北の方
- 第36帖 柏木 北の方、母北の方、上、母上
- 第37帖 横笛 上

## 家系
右大臣の四番目の娘であり、以下のような兄弟姉妹がいる。この他にも何人かいると考えられるが全体像は不明である。
- 藤大納言[3]
- 四位少将
- 右中弁
- 弘徽殿大后（桐壺帝の弘徽殿女御、おそらく長女）
- 蛍兵部卿宮の北の方
- 五君
- 朧月夜（六女）

頭中将（内大臣、致仕の大臣）の妻となり以下のような子を産んだとされる。こちらも全体で何人いるのかは不明である。
- 柏木
- 紅梅
- 八郎君（真木柱に登場）[4]
- 弘徽殿女御（冷泉帝の弘徽殿女御）

## 各巻での活動
政略結婚によって父右大臣のライバルである左大臣の長男である頭中将の妻となる。（第01帖 桐壺）
柏木、紅梅、弘徽殿女御（冷泉帝の弘徽殿女御）ら数名の子をなしたものの、その後夫はあまり通ってこない。その原因だと思われた夕顔に脅迫状を送り夕顔が姿を隠す原因を作った。（第02帖 帚木）
年を経過して美貌の衰えがみられる。（第08帖 花宴）
娘を弘徽殿女御として入内させる。（第14帖 澪標）
入内させようとした父の意に反して思いを遂げて夕霧と結ばれた雲居の雁を妬ましく思う。（第33帖 藤裏葉）
長男の柏木を溺愛する。柏木のために女三宮の降嫁をはかろうとする。（第34帖 若菜上）
病気になった息子の柏木を自宅に引き取って看病し、逢いたいと望んだ妻の落葉の宮にも会わせない。（第35帖 若菜下）
看病のかいもなく息子の柏木は死んでしまう。（第36帖 柏木）
夕霧が亡き柏木の法要をねんごろに営んだことを喜ぶ。（第37帖 横笛）